# Adoretus piciventris
Adoretus piciventris är en skalbaggsart som beskrevs av Leon Fairmaire 1899. Adoretus piciventris ingår i släktet Adoretus och familjen Rutelidae. Inga underarter finns listade i Catalogue of Life.